# 姚村镇 (郎溪县)
姚村镇，是中华人民共和国安徽省宣城市郎溪县下辖的一个乡镇级行政单位。
清雍正九年（1731）姚村属南乡；清乾隆十六年（1751）设姚村镇；1939年设姚村乡；1950年2月撤销乡级建制，为姚村行政村，属姚村区（第6区）；1952年撤村改设姚村乡；1953年设姚村区，姚村乡属之；1958年11月底成立姚村人民公社；1983年5月恢复乡镇建制，更名姚村乡。2021年3月17日撤销姚村乡，设立姚村镇。

## 行政区划
姚村镇下辖以下地区：
姚村、青山村、潘村、袁村、永安村、西坡村、夏桥村、四青村、永丰村和盛村。